# Si esto fuera amor
Si esto fuera amor (título original en francés Si c'était de l'amour) es una película documental francesa, dirigida por Patric Chiha y estrenada en 2020. La película describe la vida profesional y personal de los bailarines en Crowd, una pieza itinerante de la coreógrafa Gisèle Vienne sobre la escena rave de la década de 1990.
La película tuvo su estreno en cines en febrero de 2020 en la transmisión Panorama Dokumente en el 70.º Festival Internacional de Cine de Berlín, donde ganó el premio al Mejor Documental del programa Teddy Award para películas con temática LGBTQ.
La película tuvo su estreno público en cines en Francia en marzo de 2020.